# William Heberden
Pour les articles homonymes, voir Heberden.
William Heberden, né en août 1710 à Londres et mort le 17 mai 1801, est un médecin anglais à qui l'on doit la première description clinique de l'angine de poitrine en 1768.

## Biographie
Il commence son éducation à la St Saviour's Grammar School (en) de Southwark, à Londres puis est envoyé au St John's College (l'un des 31 collèges de l'université de Cambridge) en 1724, il reçoit son diplôme de docteur en médecine en 1739. Il commence par exercer à Cambridge pendant une dizaine d'années, puis à Londres à partir de 1748.
En 1761, il est nommé à la cour du roi Georges III en qualité de médecin personnel de la reine Charlotte.
Il est élu au Royal College of Physicians de Londres en 1746, à la Royal Society en 1750 et membre honoraire de la société royale de médecine de Paris en 1778.
Heberden est considéré comme l'un des plus éminents médecins anglais du XVIIIe siècle. Il avait pris l'habitude de consigner le contexte et les symptômes de ses patients pour essayer plus tard d'en tirer des conclusions plus générales. Sa plus importante contribution est la première description clinique de l'angine de poitrine. Il a également donné son nom a une variété de nodule rencontrée dans les arthroses digitales, les nodules d'Heberden qui sont situés au niveau des dernières articulations interphalangiennes.
Il s'est marié deux fois, la première fois en 1752 avec Elizabeth Martin qui lui donnera un fils, Thomas, la seconde fois (après le décès de sa première femme) en 1754 avec Mary Wollaston, avec laquelle il aura huit enfants dont seuls deux lui survivront, un fils William (1767-1845) qui sera également médecin et une fille Mary.

Ses enfants
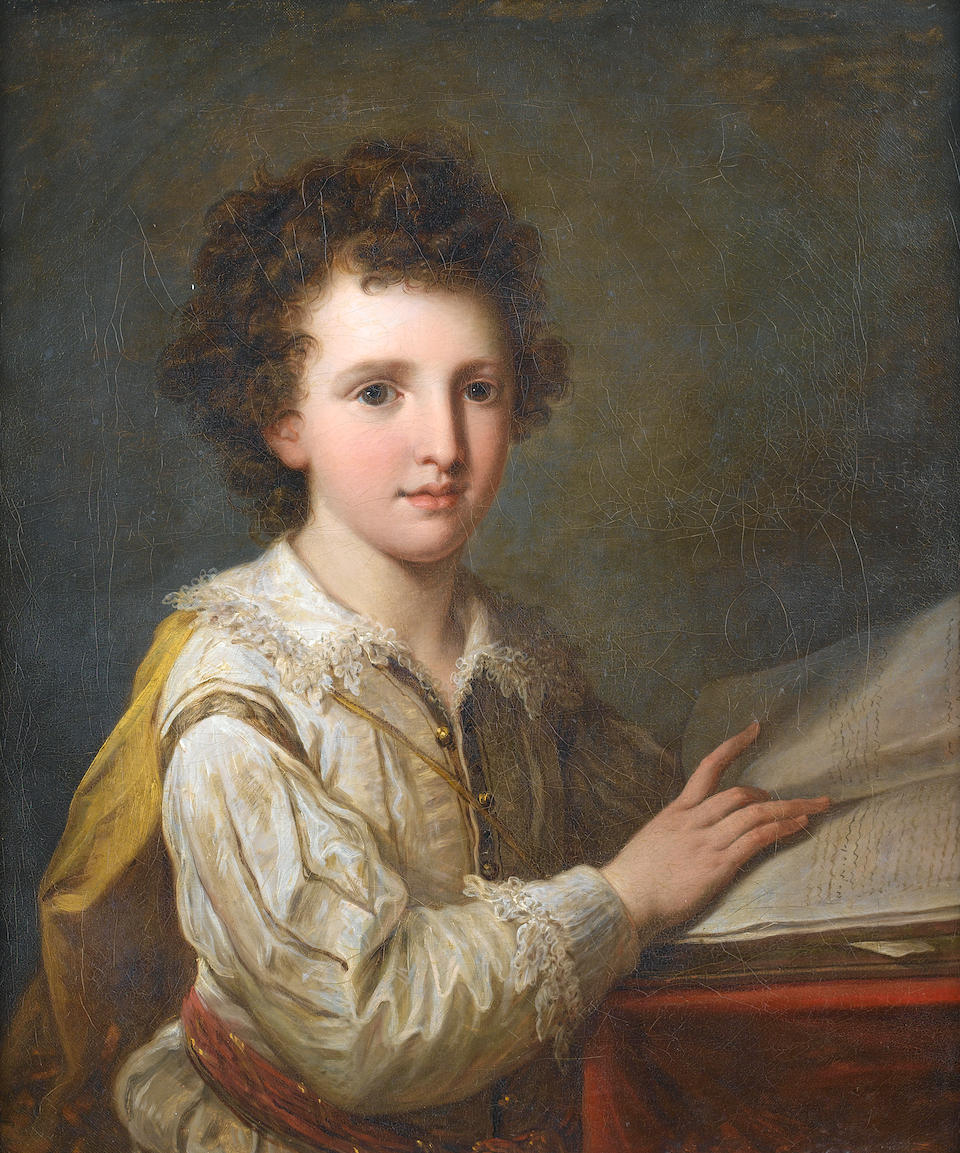
William Heberden le Jeune (1767-1845) enfant par Angelica Kauffmann, 1779 Collection privée
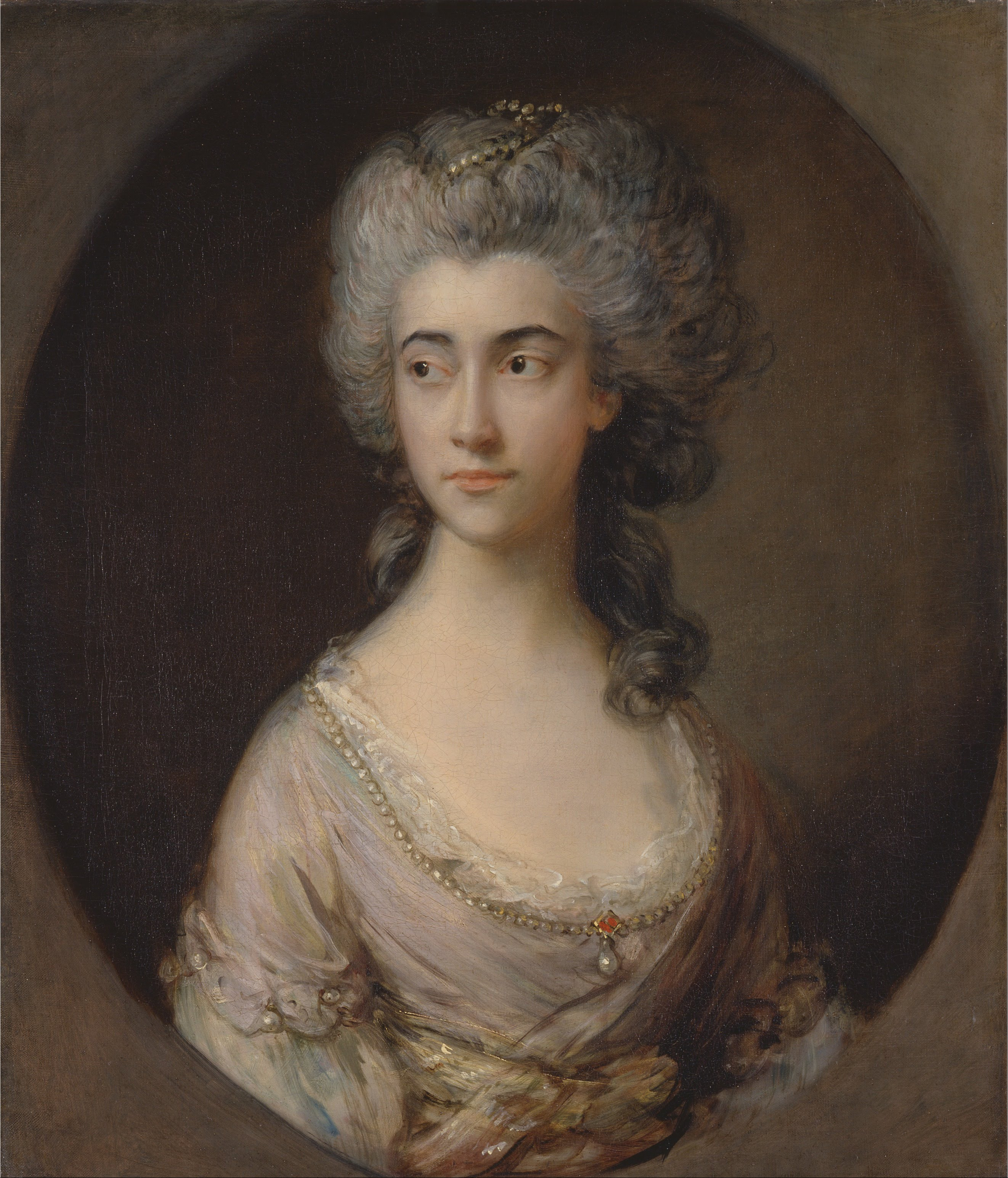
Mary Heberden, v. 1777 par Thomas Gainsborough Yale Center for British Art